# Dardo (VCI)
Le Dardo est un véhicule de combat d'infanterie chenillé conçu pour l'Armée de terre italienne comme remplaçant du véhicule de transport de troupes M113. Il est conçu et construit par la société Iveco Defence Vehicles-Oto Melara basée à Rome. Iveco est responsable de la coque et des systèmes de propulsion et Oto Melara du système d'armes et de contrôle de tir.

## Description

### Armement
Le Dardo est principalement armé du canon automatique 25mm Oerlikon KBA à fréquence de tir de 600 coups par minute, avec 200 munitions stockées dans la tourelle. Deux mitrailleuses 7,62 mm de l'OTAN sont également installées dans la tourelle, dont une coaxiale à l'arme principale. Cinq trappes de tir, deux de chaque côté et une à l'arrière, permettent aux troupes à l'intérieur d'utiliser leurs armes personnelles, si nécessaire.
Le système de tir intégré fourni par Hitfist Galileo Avionica est capable de mesurer la vitesse et la distance de la cible. Le commandant de bord dispose de six épiscopes, offrant 360 ° de champ de vision. La coupole peut aussi être équipée avec une vue panoramique stabilisée. En outre, un télémètre laser et un imageur thermique sont prévus pour le canonnier. Le commandant dispose d'un moniteur reproduisant la vue du système de vision nocturne du canonnier.
Pour faire face aux menaces des blindés lourds, deux missiles antichars Spike  peuvent être installés sur les deux côtés de la tourelle avec une portée maximale de 4 km.

### Protection
La coque soudée est construite en alliage d'aluminium, avec des plaques de blindage en acier pour une protection accrue. Le blindage frontal protège le véhicule contre les projectiles APDS de 25 mm. Le blindage latéral protège contre les projectiles API de 14,5 mm. Quatre lance-grenades fumigènes de 80 mm sont installés de chaque côté de la tourelle, pour un total de huit.

### Propulsion
Le Dardo est propulsé par un moteur diesel V6 Iveco turbocompressé après refroidissement fournissant 512 ch (382,2 kW). La transmission automatique ZF Friedrichshafen, fabriquée sous licence par Iveco Fiat dispose de quatre vitesses avant et deux en marche arrière, et intègre le système de direction et le frein hydraulique.
Le train de roulement est composé de six roues caoutchoutées de chaque côté, avec trois rouleaux de retour et des chenilles de type connecteur. La suspension est constituée d'une barre de torsion, avec un pare-chocs et un amortisseur hydraulique sur chaque bras de suspension. Le freinage est assuré par des freins à disque sur chacune des roues motrices, contrôlés par un ralentisseur de transmission.
L'ensemble permet au Dardo de dépasser les 70 km/h, de franchir des pentes à plus de 60° et de traverser des plans d'eau jusqu'à 1,5 m de profondeur.

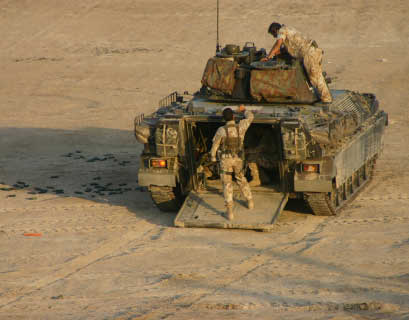
Vue de l'arrière